# Francisco Arias Solís
Francisco Arias Solís (Sierra de Yeguas, provincia de Málaga, 30 de enero de 1941) es un político, biógrafo, poeta y periodista español.
Francisco Arias Solís estudió bachillerato en Ronda e Ingeniería de montes en Granada y Madrid. Es funcionario del Instituto Nacional de Seguridad e Higiene en el Trabajo, secretario general de UGT en Cuenca y secretario de Organización y de Política Socioeconómica del PSOE de la Comisión Ejecutiva Provincial de Cádiz. Es miembro del Comité Director del PSOE en Andalucía. Secretario de Política Socioeconómica de la Comisión Ejecutiva Provincial del PSOE en Cádiz. Secretario general de la UGT de Cádiz y miembro del Comité Confederal de UGT. 
Fue senador electo por Cádiz por el PSOE con el periodo que va de 28 de octubre de 1982 hasta 22 de junio de 1986, curiosamente con el mayor número de votos proporcionalmente que ningún otro en esas elecciones. Trabaja en Prevención de Riesgos Laborales en la ciudad de Cádiz. Colabora en varios periódicos y revistas culturales y literarias. En 1992 fundó la Asociación Cultural, Artística y Literaria Foro Libre y cinco años más tarde la Asociación Internacional de Usuarios de Internet Internautas por la Paz y la Libertad. Gusta especialmente de escribir breves pero documentadas biografías sobre escritores progresistas españoles. Es miembro de número del Ateneo Literario, Artístico y Científico de Cádiz y miembro de honor de la cátedra Itinerante de Flamencología.